# Limited Run Games
Limited Run Games es una compañía distribuidora de videojuegos estadounidense, ubicada en Raleigh, Carolina del Norte. Constituye una división de Mighty Rabbit Studios. La compañía está especializada en el lanzamiento de videojuegos en formato físico, vendiéndolos en su sitio web. Fundada por Douglas Bogart y Josh Fairhurst, se creó para proporcionar cartuchos y discos físicos en lugar de juegos descargables a los jugadores que así lo prefieren.

## Modelo empresarial
Siendo una empresa vinculada a Mighty Rabbit Studios, los dos primeros lanzamientos de la compañía fueron producciones propias, para probar el mercado y ver si había demanda para ediciones físicas. Aun así, la compañía dio pistas antes del lanzamiento de su primer juego, Breach & Clear, de que su primera colaboración oficial estaba en camino (la cual acabaría siendo el lanzamiento de Oddworld: New 'n' Tasty!). Limited Run Games empezó a expandirse a proyectos con otros desarrolladores tras el éxito de estos dos en juegos desarrollados por la empresa.
Para atraer desarrolladores, Limited Run Games financia todos los costes de la tirada del lanzamiento físico de un juego, y se encarga del resto de pasos necesarios. A cambio, al desarrollador se le cobra el mismo coste que solicitan los distribuidores digitales. Además, los títulos se lanzan exclusivamente a través de su sitio web como títulos de compra por catálogo. Fairhurst dice que esto se hace para "minimizar los costes contraídos y maximizar los ingresos finales para nuestros desarrolladores".
En 2016, Limited Run Games principalmente lanzó juegos para la familia de consolas PlayStation. Esto se debió a dificultades de comunicación con respecto a las cantidades de mínimas que se debían ordenar de Microsoft y Nintendo para los juegos, que son "demasiado altas." Aun así, según una entrevista, Douglas Bogart expresó interés en publicar para la Nintendo Switch, diciendo "todo pinta muy bien y esperamos tener nuestro primer título lanzado este verano [2017], ¡crucemos los dedos!" En abril de 2018, Limited Run Games lanzó Thimbleweed Park como su primer lanzamiento físico para la Nintendo Switch.
PlayStation Vita es el sistema que Limited Run Games considera el más deseado para juegos físicos, citando una conexión fuerte entre la consola y sus seguidores. El Cofundador, Douglas Bogart, ha comentado sobre esto, diciendo "parece que todos nuestros seguidores de Vita son probablemente los más acérrimos, así que en cualquier cosa podemos hacer para ayudarles; parecen ser un gran apoyo". Siendo también fanes de la Vita ellos mismos, Limited Run Games ha llamado al sistema "la Dreamcast de esta generación" y "la consola subestimada de la octava generación. Tiene una biblioteca pequeña, pero no tiene desperdicio. Lo que sale para ella es realmente bueno".
Cada título que lanza Limited Run Games viene con una pegatina y postales complementarias, con los colores de la pegatina y el diseño de la tarjeta dependiendo de cada juego concreto. Más recientemente, los juegos han empezado a incluir manuales de instrucciones, arte reversible de cubierta y otras delicias para los fans (por ejemplo, Oddworld Stranger's Wrath HD incluyó cartas de juego y un mapa plegado junto con el arte reversible de cubierta y una variante de cubierta limitada). A partir de junio de 2017, la compañía pasó de postales a cartas coleccionables, aduciendo un deseo de quedar únicos, ya que otros distribuidores también habían empezado a ofrecer postales, como Signature Edition Games, aunque continuarían incluyendo la pegatina. En octubre de 2018, Best Buy anunció que vendería lanzamientos selectos de Limited Run Games, incluyendo Golf Story y Yooka-Kaylee.
Limited Run Games también estaba implicada en producir ediciones físicas para la novela visual japonesa Sharin no Kuni para PlayStation Vita, pero la producción se vio cancelada después de que la fabricación de juegos de Vita cesara en América del Norte y Europa en febrero de 2019. Otras novelas visuales se anunciaron en 2017 y anteriormente, incluyendo World End Economica, Narcissu (ambas previamente previstas también para Vita) y Fault Milestone One, todas en PlayStation 4 y en colaboración con Sekai Project. Su estado de producción es desconocido a fecha de julio de 2019.
Durante su exposición en E3 2019, Limited Run Games anunció que distribuirían la "Edición de Coleccionista" del largamente esperado Shenmue III en América del Norte. En el mismo evento, también anunciaron una asociación con LucasArts para lanzar ediciones físicas de algunos de sus anteriores juegos de Star Wars y de Monkey Islannd, en sus consolas originales (cartuchos de Game Boy y NES del juego de Star Wars de 1991) o en actuales (como una reedición de Star Wars: Bounty Hunter para PlayStation 4).

## Caso legal
En marzo de 2019, Limited Run Games anunció que finalmente liberarían una copia física de Axiom Verge para Wii U, luego de haber sido un lanzamiento que había sido retrasado durante varios años. Limited Run Games informó a la página Gamesindustry.biz que había estado en una larga batalla legal con el editor español BadLand Games (ahora bajo el nombre BadLand Publishing). Según Limited Run Games, BadLand Publishing debe a la compañía $78,000, que fueron pagados a BadLand para cubrir el coste de producción y transporte de Axiom Verge a Limited Run Games. Después de que fallase en la devolución del pago o la entrega del producto, Limited Run Games decidió adoptar medidas legales contra BadLand Games y ganó el caso inicial ante los tribunales.

## Juegos lanzados
Las ediciones normales de los juegos de Nintendo Switch no tienen tamaños exactos de lanzamiento, porque el volumen de existencias disponibles se decide  redondeando la cifra de reservas a la unidad de millar más cercana. Este proceso se aplica en ocasiones a juegos de PlayStation 4 y a otros sistemas. En ese caso el tamaño del lanzamiento final normalmente no está disponible al público, y, por lo tanto, no se indica en esta tabla.
| Title                                                                               | Original release year          | Developer(s)                              | Genre(s)                                  | PS4     | Vita | Switch | Other         | Release Size                                                                          | Release Date(s)                                                                       | Ref                                              |
| ----------------------------------------------------------------------------------- | ------------------------------ | ----------------------------------------- | ----------------------------------------- | ------- | ---- | ------ | ------------- | ------------------------------------------------------------------------------------- | ------------------------------------------------------------------------------------- | ------------------------------------------------ |
| 2064: Read Only Memories                                                            | 2015                           | MidBoss                                   | Graphic adventure                         | 105     | 161  |        |               | PS4: 6,192 PS4 CE: 6,192 Vita: 2,000 Vita CE: 1,500                                   | 17 de noviembre de 2017 (PS4) 29 de junio de 2018 (Vita)                              | [ 17 ] [ 18 ]                                    |
| 8-Bit Adventure Anthology                                                           | 1987-1991 (2017 compilation)   | Abstraction Games                         | Adventure                                 | 182     |      |        |               | PS4: 3,000                                                                            | 12 de octubre de 2018                                                                 | [ 19 ]                                           |
| A-Train Express                                                                     | 2017                           | Artdink                                   | Vehicle Simulation                        | 264     |      |        |               | PS4: 2,300                                                                            | 22 de mayo de 2019                                                                    |                                                  |
| Aaero                                                                               | 2017                           | Mad Fellows Games                         | Matamarcianos                             | 143     |      |        |               | PS4: 2,500                                                                            | 11 de mayo de 2018                                                                    | [ 20 ]                                           |
| Absolute Drift: Zen Edition                                                         | 2015                           | Funselektor                               | Racing                                    | 85      |      |        |               | PS4: 4,000                                                                            | 13 de octubre de 2017                                                                 | [ 21 ]                                           |
| Ace of Seafood                                                                      | 2016                           | Nussoft                                   | Matamarcianos                             | 142     |      |        |               | PS4: 2,800                                                                            | 11 de mayo de 2018                                                                    | [ 22 ]                                           |
| Aegis Defenders                                                                     | 2018                           | Guts Department                           | Platform, Tower defense                   | 261     |      | 34     |               | PS4 : 2,000                                                                           | 10 de mayo de 2019                                                                    | [ 23 ] [ 24 ]                                    |
| Another World: 20th Anniversary Edition                                             | 1991 (2011 remake)             | Delphine Software                         | Action-Adventure                          | 180     | 177  | 26     |               | PS4: 3,000 Vita: 2,500 Switch: 6,000                                                  | 28 de septiembre de 2018                                                              | [ 25 ] [ 26 ]                                    |
| Antiquia Lost                                                                       | 2017                           | Exe Create Inc.                           | Role-playing                              | 146     | 147  |        |               | PS4: 3,000 Vita: 3,000                                                                | 25 de mayo de 2018                                                                    | [ 27 ] [ 28 ]                                    |
| Aqua Kitty DX                                                                       | 2012                           | Tikipod                                   | Matamarcianos                             | 36      | 35   |        |               | PS4: 2,800 Vita: 2,800                                                                | 27 de enero de 2017                                                                   | [ 29 ] [ 30 ]                                    |
| Asdivine Hearts                                                                     | 2014                           | Exe Create Inc.                           | Role-playing                              | 80      | 79   |        |               | PS4: 4,800 Vita: 3,800                                                                | 25 de agosto de 2017                                                                  | [ 31 ] [ 32 ]                                    |
| Astebreed                                                                           | 2014                           | Edelweiss                                 | Matamarcianos                             | 51      |      |        |               | PS4: 4,500                                                                            | 31 de marzo de 2017                                                                   | [ 33 ]                                           |
| Atari Flashback Classics                                                            | 1970s-1980s (2018 compilation) | Code Mystics, Atari                       | Compilation of Atari 2600 and 5200 games  |         | TBD  |        |               |                                                                                       | July 2019                                                                             |                                                  |
| Atooi Collection (Mutant Mudds Collection, Bomb Monkey, Xeodrifter, Chicken Wiggle) | 2012-2016                      | Atooi (Renegade Kid)                      | Platform                                  |         |      |        | 3DS           |                                                                                       | TBD                                                                                   |                                                  |
| Axiom Verge: Multiverse Edition                                                     | 2015                           | Thomas Happ Games                         | Metroidvania                              |         |      |        | Wii U         | Wii U: 6,000                                                                          | 29 de marzo de 2019                                                                   | [ 34 ]                                           |
| Bad North                                                                           | 2018                           | Plausible Concept, Raw Fury               | Real-time strategy                        |         |      | TBD    |               |                                                                                       | Fall 2019                                                                             |                                                  |
| Bard's Gold                                                                         | 2016                           | Pixel Lantern                             | Platform                                  | 64      | 65   |        |               | PS4: 2,800 Vita: 2,800                                                                | 7 de julio de 2017                                                                    | [ 35 ] [ 36 ]                                    |
| Bastion                                                                             | 2011                           | Supergiant Games                          | Action role-playing                       | 174     | 173  |        |               |                                                                                       | 27 de julio de 2018                                                                   | [ 37 ] [ 38 ]                                    |
| Battle Chef Brigade Deluxe                                                          | 2017                           | Trinket Studios                           | Beat 'em up, Puzzle                       | 197     |      | 19     |               | PS4: 2,500 PS4 CE: 1,300 Switch CE: 2,000                                             | 9 de noviembre de 2018                                                                | [ 39 ] [ 40 ]                                    |
| Battle Princess Madelyn                                                             | 2018                           | Casual Bit Games                          | Action, Metroidvania                      | TBD     |      |        |               |                                                                                       | TBD                                                                                   |                                                  |
| THE BIT TRIP                                                                        | 2009-2011 (2015 compilation)   | Choice Provisions                         | Action platform                           | 112     | 113  |        |               | PS4: 3,000 PS4 Soundtrack bundle: 3,000 Vita: 2,300 Vita Soundtrack bundle: 2,300     | 19 de enero de 2018                                                                   | [ 41 ] [ 42 ]                                    |
| Blaster Master Zero                                                                 | 2017                           | Inti Creates                              | Action, Metroidvania                      |         |      | TBD    |               |                                                                                       | Late 2019                                                                             |                                                  |
| Blazing Chrome                                                                      | 2019                           | JoyMasher, The Arcade Crew                | Run-and-gun                               | TBD     |      | TBD    |               |                                                                                       | Late 2019                                                                             |                                                  |
| Bloodstained: Curse of the Moon                                                     | 2008                           | Inti Creates                              | Platform                                  | 249     | 236  | 31     |               | PS4 CE: 1,500 Vita CE: 1,500 Switch CE: 3,000                                         | 15 de marzo de 2019                                                                   | [ 43 ] [ 44 ] [ 45 ] [ 46 ] [ 47 ] [ 48 ] [ 49 ] |
| Bomb Chicken                                                                        | 2018                           | Nitrome                                   | Platform, Puzzle                          | 251     |      | 32     |               |                                                                                       | 29 de marzo de 2019                                                                   | [ 50 ] [ 51 ]                                    |
| Breach & Clear                                                                      | 2013                           | Mighty Rabbit Studios                     | Turn-based strategy                       |         | 1    |        |               | Vita: 1,500                                                                           | 28 de octubre de 2015                                                                 | [ 52 ]                                           |
| Breach & Clear: Deadline                                                            | 2015                           | Mighty Rabbit Studios Gun Media           | Turn-based strategy                       | 14      |      |        |               | PS4: 3,000                                                                            | 29 de julio de 2016                                                                   | [ 53 ]                                           |
| Broken Age                                                                          | 2014                           | Double Fine Productions                   | Adventure                                 | 60      | 61   | 16     |               | PS4: 4,500 Vita: 4,500                                                                | 9 de junio de 2017                                                                    | [ 54 ] [ 55 ]                                    |
| The Bunker                                                                          | 2016                           | Splendy Games                             | Adventure                                 | 67      |      |        |               | PS4: 3,700                                                                            | 11 de agosto de 2017                                                                  | [ 56 ]                                           |
| Caladrius Blaze                                                                     | 2013                           | MOSS                                      | Matamarcianos                             | 84      |      |        |               | PS4: 4,000                                                                            | 15 de septiembre de 2017                                                              | [ 57 ]                                           |
| Celeste                                                                             | 2018                           | Matt Makes Games                          | Platform                                  | 207     |      | 23     | PC            |                                                                                       | 1 de febrero de 2019                                                                  | [ 58 ] [ 59 ]                                    |
| Chariot                                                                             | 2014                           | Frima Studio                              | Puzzle, Platform                          | 86      |      |        |               | PS4: 4,000                                                                            | 13 de octubre de 2017                                                                 | [ 60 ]                                           |
| Claire: Extended Cut                                                                | 2016                           | Hailstorm Games                           | Survival horror                           | 102     | 101  |        |               | PS4: 2,500 Vita: 2,500                                                                | 1 de diciembre de 2017                                                                | [ 61 ]                                           |
| Corpse Killer: 25th Anniversary Edition                                             | 1994 (2019 remaster)           | Screaming Villains, Flash Film Works      | Interactive movie, Rail Shooter           | 279     |      |        |               |                                                                                       | 5 de julio de 2019                                                                    |                                                  |
| Cosmic Star Heroine                                                                 | 2017                           | Zeboyd Games                              | Role-playing                              | 144     | 145  | 20     |               | PS4 CE: 3,000 Vita CE: 2,000                                                          | 25 de mayo de 2018 23 de noviembre de 2018                                            | [ 62 ]                                           |
| Crawl                                                                               | 2014                           | Powerhoof                                 | Roguelike                                 | 89      |      |        |               | PS4: 3,800                                                                            | 17 de noviembre de 2017                                                               | [ 63 ]                                           |
| Croixleur Sigma                                                                     | 2014                           | Souvenir Circ.                            | Hack and slash                            | 118     | 117  |        |               | PS4: 3,000 Vita: 3,000                                                                | 26 de enero de 2018                                                                   | [ 64 ] [ 65 ]                                    |
| The Curse of Monkey Island                                                          | 1997                           | LucasArts                                 | Point-and-click adventure                 |         |      |        | PC            |                                                                                       | TBD                                                                                   |                                                  |
| Curses 'N Chaos                                                                     | 2015                           | Tribute Games                             | Arena brawler                             | 33      | 34   |        |               | PS4: 2,800 Vita: 2,800                                                                | 3 de febrero de 2017                                                                  | [ 66 ] [ 67 ]                                    |
| Damascus Gear Operation Osaka                                                       | 2018                           | Arc System Works                          | Mecha, Hack and slash                     |         | TBD  |        |               |                                                                                       | Late 2019                                                                             |                                                  |
| Damascus Gear Operation Tokyo                                                       | 2013                           | Arc System Works                          | Mecha, Hack and slash                     |         | TBD  |        |               |                                                                                       | Late 2019                                                                             |                                                  |
| Danmaku Unlimited 3                                                                 | 2017                           | Doragon Entertainment                     | Bullet hell                               |         |      | 24     |               |                                                                                       | 18 de enero de 2019                                                                   | [ 68 ]                                           |
| Dariusburst: Chronicle Saviours                                                     | 2009                           | Pyramid Chara-Ani G.rev                   | Matamarcianos                             | 48      | 66   |        |               | PS4: 2,800 PS4 LE: 2,000 Vita: 4,000                                                  | 28 de abril de 2017 23 de junio de 2017                                               | [ 69 ] [ 70 ]                                    |
| Dark Devotion                                                                       | 2019                           | Hibernian Workshop, The Arcade Crew       | Action role-playing, Adventure            |         |      | TBD    |               |                                                                                       | Late 2019                                                                             |                                                  |
| Deadbolt                                                                            | 2016                           | Hopoo Games                               | Action, Stealth                           |         | TBD  |        |               |                                                                                       | Summer 2019                                                                           |                                                  |
| Dear Esther Landmark Edition                                                        | 2012 (2016 port)               | Thechineseroom                            | Exploration                               | 42      |      |        |               | PS4: 5,000                                                                            | 17 de febrero de 2017                                                                 | [ 71 ]                                           |
| Deemo: The Last Recital                                                             | 2013                           | Rayark Games                              | Rhythm                                    |         | 63   |        |               | Vita: 4,800                                                                           | 9 de junio de 2017                                                                    | [ 72 ]                                           |
| Defender's Quest: Valley of the Forgotten: DX Edition                               | 2016                           | Lars Doucet                               | Tower defense                             | 187     | 186  |        |               |                                                                                       | 19 de octubre de 2018                                                                 | [ 73 ]                                           |
| Double Dragon IV                                                                    | 2017                           | Arc System Works                          | Beat 'em up                               | 104     |      |        |               | PS4: 3,900 PS4 CE: 1,900                                                              | 8 de diciembre de 2017                                                                | [ 74 ]                                           |
| Double Switch: 25th Anniversary Edition                                             | 1994 (2019 remaster)           | Screaming Villains, Flash Film Works      | Interactive movie                         | 194     |      | TBD    |               | PS4 CE: 2,000                                                                         | 2 de noviembre de 2018 (PS4) 19 de julio de 2019 (Switch)                             | [ 75 ]                                           |
| Dragon Fantasy: The Black Tome of Ice                                               | 2011                           | The Muteki Corporation                    | Role-playing                              | 18      | 19   |        |               | PS4: 3,000 Vita: 3,000                                                                | 16 de septiembre de 2016                                                              | [ 76 ] [ 77 ]                                    |
| Dragon's Lair Trilogy                                                               | 1983-1991 (2010 compilation)   | Digital Leisure                           | Arcade                                    | 183     |      | 36     |               | PS4: 2,000 Switch CE: 2,000                                                           | 19 de octubre de 2018 (PS4) 24 de mayo de 2019 (Switch)                               | [ 78 ] [ 79 ]                                    |
| Dragon Sinker: Descendants of Legend                                                | 2017                           | Kemco                                     | Role-Playing                              | 190     | 189  |        |               |                                                                                       | 26 de octubre de 2018                                                                 | [ 80 ]                                           |
| Drive!Drive!Drive!                                                                  | 2016                           | Different Cloth                           | Racing                                    | 52      |      |        |               | PS4: 3,000                                                                            | 21 de julio de 2017                                                                   | [ 81 ]                                           |
| Dust: An Elysian Tail                                                               | 2012                           | Humble Hearts                             | Action role-playing                       |         |      | 12     |               | Switch CE: 3,000                                                                      | 31 de agosto de 2018                                                                  | [ 82 ]                                           |
| Escape Goat 2                                                                       | 2014                           | MagicalTimeBean                           | Puzzle, Platform                          | 141     |      |        |               | PS4: 2,300                                                                            | 18 de mayo de 2018                                                                    | [ 83 ]                                           |
| The Escapists: Complete Edition                                                     | 2014 (2018 port)               | Mouldy Toof Studios                       | Strategy, Role-playing                    |         |      | 30     |               |                                                                                       | 1 de marzo de 2019                                                                    | [ 84 ]                                           |
| Everspace: Galactic Edition                                                         | 2017 (2018 port)               | ROCKFISH Games                            | Space combat, Roguelike                   | 168     |      |        |               |                                                                                       | 27 de julio de 2018                                                                   | [ 85 ]                                           |
| Exile's End                                                                         | 2015                           | Magnetic Realms                           | Action-adventure                          | 158     | 159  |        |               | PS4: 2,800 Vita: 2,800                                                                | 27 de julio de 2018                                                                   | [ 86 ]                                           |
| Factotum 90                                                                         | 2016                           | TACS Games                                | Puzzle                                    | 122     | 121  |        |               | PS4: 2,500 Vita: 2,500                                                                | 9 de febrero de 2018                                                                  | [ 87 ] [ 88 ]                                    |
| Fallen Legion: Flames of Rebellion                                                  | 2017                           | YummyYummyTummy                           | Action-adventure, Role-playing            |         | 109  |        |               | Vita: 2,800                                                                           | 9 de marzo de 2018                                                                    | [ 89 ]                                           |
| Fallen Legion: Sins of an Empire                                                    | 2017                           | YummyYummyTummy                           | Action-adventure, Role-playing            | 108     |      |        |               | PS4: 2,800                                                                            | 9 de marzo de 2018                                                                    | [ 89 ]                                           |
| Firewatch                                                                           | 2016                           | Campo Santo                               | Adventure                                 | 32      |      |        |               | PS4: 7,300                                                                            | 16 de diciembre de 2016                                                               | [ 90 ]                                           |
| Flame in the Flood                                                                  | 2016                           | The Molasses Flood                        | Roguelike                                 | 83      |      |        |               |                                                                                       | 15 de septiembre de 2017                                                              | [ 91 ]                                           |
| Flinthook                                                                           | 2017                           | Tribute Games                             | Action                                    | 59      |      | 3      |               | PS4: 4,500 Switch: 7,000 Switch Treasure Box: 3,000                                   | 14 de abril de 2017 7 de mayo de 2018                                                 | [ 92 ] [ 93 ] [ 94 ]                             |
| Freedom Planet                                                                      | 2014                           | GalaxyTrail                               | Action, Platform                          | 262     |      | 35     |               | PS4 Deluxe: 1,000 Switch Deluxe: 2,000                                                | 21 de junio de 2019                                                                   | [ 95 ] [ 96 ]                                    |
| Frog Fractions 2 / Glittermitten Grove                                              | 2016                           | Adult Swim Games                          | Alternate reality game                    |         |      |        | PC            | PC: 1,000                                                                             | 1 de abril de 2019                                                                    | [ 97 ]                                           |
| Furi: Definitive Edition                                                            | 2016                           | The Game Bakers                           | Matamarcianos                             | 62      |      | 14     |               | Switch CE: 2,000                                                                      | 23 de junio de 2017 14 de septiembre de 2018                                          | [ 98 ] [ 99 ]                                    |
| Future Unfolding                                                                    | 2017                           | Spaces of Play UG                         | Action-adventure                          | 136     |      |        |               | PS4: 2,000                                                                            | 20 de abril de 2018                                                                   | [ 100 ]                                          |
| Futuridium EP Deluxe                                                                | 2014                           | MixedBag                                  | Matamarcianos                             | 6       | 7    |        |               | PS4: 2,000 Vita: 2,000                                                                | 9 de mayo de 2016                                                                     | [ 101 ] [ 102 ]                                  |
| Galf                                                                                | 2017                           | Spoony Bard Productions Sidebar Games     | Sports                                    |         |      |        | NES           | NES Green Cart: 1,050 NES White Cart: 450                                             | 28 de septiembre de 2018                                                              | [ 103 ]                                          |
| GIGA WRECKER ALT.                                                                   | 2017 (2019 remaster)           | Game Freak                                | Metroidvania                              | 254     |      | 33     |               | Switch CE: 2,000 PS4 CE: 1,000                                                        | 12 de abril de 2019                                                                   | [ 104 ] [ 105 ] [ 106 ] [ 107 ]                  |
| Golf Story                                                                          | 2017                           | Sidebar Games                             | Sports                                    |         |      | 15     |               | Switch CE: 3,000                                                                      | 28 de septiembre de 2018                                                              | [ 108 ]                                          |
| Guacamelee!                                                                         | 2013                           | DrinkBox Studios                          | Action, Platform                          |         | 225  |        |               | Vita: 2,600                                                                           | 14 de junio de 2019                                                                   | [ 109 ]                                          |
| Gunhouse                                                                            | 2014                           | Necrosoft Games                           | Puzzle, Strategy                          | 176     | 175  |        |               | PS4: 2,300 Vita: 2,300                                                                | 24 de agosto de 2018                                                                  | [ 110 ] [ 111 ]                                  |
| Headlander                                                                          | 2016                           | Double Fine                               | Metroidvania                              | 202     |      |        |               |                                                                                       | 7 de diciembre de 2018                                                                | [ 112 ]                                          |
| Home                                                                                | 2012                           | Benjamin Rivers Inc.                      | Adventure                                 | 128     | 127  |        |               | PS4: 2,500 Vita: 2,500                                                                | 9 de febrero de 2018                                                                  | [ 113 ]                                          |
| The House in Fata Morgana                                                           | 2012 (2019 port)               | Novectacle                                | Visual novel                              | 259     | 232  |        |               | PS4: 2,000 PS4 CE: 1,000 Vita: 2,300 VIta CE: 1,000                                   | 31 de mayo de 2019                                                                    | [ 114 ] [ 115 ] [ 116 ] [ 117 ]                  |
| Hover: Revolt of Gamers                                                             | 2017                           | Midgar Studio, Fursty Game                | Action, Platform, Roller                  | TBD     |      |        |               |                                                                                       | 26 de julio de 2019                                                                   |                                                  |
| Hue                                                                                 | 2016                           | Fiddlesticks                              | Puzzle, Platform                          | 170     | 169  |        |               | PS4: 2,300 Vita: 2,300                                                                | 20 de julio de 2018                                                                   | [ 118 ] [ 119 ]                                  |
| ICEY                                                                                | 2016                           | Fantablade                                | Action, Hack and slash                    | TBD     |      | TBD    |               |                                                                                       | TBD                                                                                   | [ 120 ]                                          |
| Iconoclasts                                                                         | 2018                           | Joakim Sandberg                           | Action                                    | 210     | 209  | 25     |               | Switch CE: 2,500                                                                      | 18 de enero de 2019                                                                   | [ 121 ]                                          |
| Iron Crypticle                                                                      | 2017                           | Confused Pelican                          | Twin-Stick Shooter                        | 151     |      |        |               | PS4: 2,300                                                                            | 8 de junio de 2018                                                                    | [ 122 ]                                          |
| Jak and Daxter: The Precursor Legacy                                                | 2001                           | Naughty Dog                               | Platform                                  | 184     |      |        |               |                                                                                       | 7 de diciembre de 2018                                                                | [ 123 ] [ 124 ]                                  |
| JOHN ROMERO'S SIGIL                                                                 | 2019                           | John Romero                               | Megawad                                   |         |      |        | PC            |                                                                                       | 11 de diciembre de 2018                                                               | [ 125 ]                                          |
| Jotun: Valhalla Edition                                                             | 2015                           | Thunder Lotus Games                       | Action-adventure                          | 76      |      |        |               | PS4: 4,000                                                                            | 14 de julio de 2017                                                                   | [ 126 ]                                          |
| Kero Blaster                                                                        | 2014                           | Studio Pixel                              | Action                                    | 130     |      |        |               | PS4: 4,000                                                                            | 16 de marzo de 2018                                                                   | [ 127 ]                                          |
| Kill the Bad Guy                                                                    | 2014                           | Exkee                                     | Puzzle                                    | 132     |      |        |               | PS4: 2,300                                                                            | 30 de marzo de 2018                                                                   | [ 128 ]                                          |
| Kingdom: New Lands                                                                  | 2015                           | Thomas van den Berg                       | Strategy                                  | 153     |      | 7      |               | PS4 CE: 1,500 Switch CE: 2,000                                                        | 22 de junio de 2018 6 de julio de 2018                                                | [ 129 ] [ 130 ]                                  |
| La-Mulana EX                                                                        | 2005 (2017 remaster)           | Pygmy Studio                              | Matamarcianos                             |         | 93   |        |               | Vita: 3,000 Vita CE: 2,500                                                            | 10 de noviembre de 2017                                                               | [ 131 ]                                          |
| Late Shift                                                                          | 2016                           | Ctrl Movie Ltd                            | Adventure, Interactive movie              | 178     |      |        |               | PS4: 2,500                                                                            | 10 de agosto de 2018                                                                  | [ 132 ]                                          |
| LawBreakers                                                                         | 2017                           | Boss Key Productions                      | Videojuego de disparos en primera persona | LR #N/A |      |        | PC            | PS4: 7,500                                                                            | 30 de junio de 2017 4 de agosto de 2017                                               | [ 133 ] [ 134 ]                                  |
| Layers of Fear                                                                      | 2016                           | Bloober Team                              | Psychological horror                      | 181     |      |        |               |                                                                                       | 5 de octubre de 2018                                                                  | [ 135 ]                                          |
| Lethal League                                                                       | 2014                           | Team Reptile                              | Fighting                                  | 126     |      |        |               | PS4: 3,000                                                                            | 9 de marzo de 2018                                                                    | [ 136 ]                                          |
| Lili: Child of Geos                                                                 | 2014                           | Panic Button                              | Action-adventure                          | 77      |      |        |               | PS4: 2,900 PS4 LE: 1,900                                                              | 18 de agosto de 2017                                                                  | [ 137 ]                                          |
| Lost Sea                                                                            | 2016                           | Eastasiasoft                              | Adventure                                 | 12      |      |        |               | PS4: 3,000                                                                            | 4 de julio de 2016                                                                    | [ 138 ]                                          |
| Lone Survivor: The Director's Cut                                                   | 2012 (2013 port)               | Superflat Games                           | Survival horror                           | 30      | 31   |        |               | PS4: 3,600 Vita: 3,600                                                                | 30 de diciembre de 2016                                                               | [ 139 ] [ 140 ]                                  |
| Lumines Remastered                                                                  | 2004 (2018 remaster)           | Enhance Games                             | Puzzle                                    |         |      | 27     |               | Switch Deluxe: 2,000 Switch Ultimate: 600                                             | 26 de abril de 2019                                                                   | [ 141 ] [ 142 ] [ 143 ]                          |
| Mages of Mystralia                                                                  | 2017                           | Borealys Games                            | Action-adventure                          | 187     |      |        |               |                                                                                       | 19 de octubre de 2018                                                                 | [ 144 ]                                          |
| Mecho Tales                                                                         | 2017                           | Arcade Distillery                         | Platform                                  | 88      | 87   |        |               | PS4: 1,500 Vita: 1,500                                                                | 1 de enero de 2018                                                                    | [ 145 ] [ 146 ]                                  |
| Mercenary Kings: Reloaded Edition                                                   | 2014 (2018 port)               | Tribute Games                             | Matamarcianos                             | 274     |      | 2      |               | PS4: 2,000 PS4 SteelBook Edition: 1,500                                               | 7 de mayo de 2018 (Switch) 28 de junio de 2019 (PS4)                                  | [ 93 ] [ 94 ]                                    |
| Metal Slug 3                                                                        | 2000                           | SNK                                       | Run-and-gun                               |         | TBD  |        |               |                                                                                       | 12 de julio de 2019                                                                   |                                                  |
| The Metronomicon: Slay the Dance Floor                                              | 2016                           | Puuba                                     | Rhythm, Role-Playing                      | 124     |      |        |               |                                                                                       | 23 de febrero de 2018                                                                 | [ 147 ]                                          |
| Mitsurugi Kamui Hikae                                                               | 2013                           | Zenith Blue                               | Action                                    | 49      |      |        |               | PS4: 4,500                                                                            | 31 de marzo de 2017                                                                   | [ 148 ]                                          |
| Momodora: Reverie Under the Moonlight                                               | 2016                           | Bombservice                               | Metroidvania                              | 133     |      | 37     |               | PS4: 4,800 Switch CE: 2,000                                                           | 30 de marzo de 2018 (PS4) 7 de junio de 2019 (Switch)                                 | [ 149 ] [ 150 ] [ 151 ]                          |
| Monkey Island 2 Special Edition: LeChuck's Revenge                                  | 1991 (2010 remaster)           | LucasArts                                 | Point-and-click Adventure                 |         |      |        | PC            |                                                                                       | TBD                                                                                   |                                                  |
| MUSYNX                                                                              | 2018                           | I-Inferno                                 | Rhythm                                    | 154     |      |        |               |                                                                                       | 22 de junio de 2018                                                                   | [ 152 ]                                          |
| Mutant Blobs Attack!!                                                               | 2012                           | DrinkBox Studios                          | Platform                                  |         | 222  |        |               | Vita: 2000                                                                            | 14 de junio de 2019                                                                   | [ 153 ]                                          |
| Mutant Mudds Deluxe                                                                 | 2012                           | Renegade Kid                              | Action, Platform                          | 54      | 53   |        |               | PS4: 3,000 Vita: 3,000                                                                | 12 de mayo de 2017                                                                    | [ 154 ] [ 155 ]                                  |
| Mutant Mudds Super Challenge                                                        | 2012                           | Renegade Kid                              | Action, Platform                          | 56      | 55   |        |               | PS4: 3,000 Vita: 3,000                                                                | 12 de mayo de 2017                                                                    | [ 156 ] [ 157 ]                                  |
| Mystery Chronicle: One Way Heroics                                                  | 2012                           | Spike Chunsoft                            | Action role-playing                       | 20      | 21   |        |               | PS4: 5,000 Vita: 5,000                                                                | 30 de septiembre de 2016                                                              | [ 158 ] [ 159 ]                                  |
| N++                                                                                 | 2015                           | Metanet Software                          | Puzzle, Platform                          | 78      |      |        |               | PS4: 4,800                                                                            | 18 de agosto de 2017                                                                  | [ 160 ]                                          |
| Narcosis                                                                            | 2017                           | Honor Code, Inc.                          | Horror, Adventure                         | 179     |      |        |               | PS4: 4,300                                                                            | 7 de septiembre de 2018                                                               | [ 161 ]                                          |
| Neonwall                                                                            | 2018                           | Norain Games                              | Rail shooter                              | 211     |      |        |               |                                                                                       | 9 de enero de 2019                                                                    | [ 162 ]                                          |
| NeuroVoider                                                                         | 2016                           | Flying Oak Games                          | Shooter                                   | 75      | 171  |        |               | PS4: 3,500                                                                            | 21 de julio de 2017 (PS4) 4 de enero de 2019 (Vita)                                   | [ 163 ]                                          |
| Nex Machina                                                                         | 2017                           | Housemarque                               | Matamarcianos                             | 90      |      |        |               | PS4: 4,500 PS4 CE: 3,000 PS4 PSX Variant: 1,000                                       | 10 de noviembre de 2017                                                               | [ 164 ]                                          |
| Night in the Woods                                                                  | 2017                           | Finji                                     | Adventure                                 | TBD     |      | TBD    |               |                                                                                       | Late 2019                                                                             |                                                  |
| Night Trap: 25th Anniversary Edition                                                | 1992 (2017 remaster)           | Screaming Villains                        | Interactive movie                         | 74      | 193  | 8      | PC            | PS4: 5,000 PS4 CE: 3,000 Vita: 1,400 Vita CE: 1,400 Switch CE: 3,000                  | 11 de agosto de 2017 (PS4) 20 de julio de 2018 (Switch) 2 de noviembre de 2018 (Vita) | [ 165 ] [ 166 ] [ 167 ] [ 168 ]                  |
| Nova-111                                                                            | 2015                           | Funktronic Labs                           | Adventure                                 | 46      | 45   |        |               | PS4: 2,800 Vita: 2,800                                                                | 28 de abril de 2017                                                                   | [ 169 ] [ 170 ]                                  |
| Nuclear Throne                                                                      | 2015                           | Vlambeer                                  | Roguelike                                 | TBD     |      |        |               |                                                                                       | TBD                                                                                   |                                                  |
| Nurse Love Addiction                                                                | 2016                           | Kogado Studio                             | Visual novel                              |         | 123  |        |               | PS4: 2,300 PS4 Medkit Edition: 1,500                                                  | 16 de marzo de 2018                                                                   | [ 171 ]                                          |
| Observer                                                                            | 2017                           | Bloober Team                              | Horror                                    | 162     |      |        |               |                                                                                       | 6 de julio de 2018                                                                    | [ 172 ]                                          |
| Oceanhorn: Monster of Uncharted Seas                                                | 2013                           | Cornfox & Bros.                           | Action-adventure, role-playing            | 70      | 69   |        |               |                                                                                       | 28 de julio de 2017                                                                   | [ 173 ] [ 174 ]                                  |
| Octodad: Dadliest Catch                                                             | 2014                           | Young Horses                              | Adventure                                 | 10      | 11   |        |               |                                                                                       | 19 de junio de 2016                                                                   | [ 175 ] [ 176 ]                                  |
| Oddworld: Munch's Oddysee HD                                                        | 2001 (2011 remaster)           | Just Add Water                            | Action-adventure                          |         | 119  |        |               |                                                                                       | 23 de febrero de 2018                                                                 | [ 177 ]                                          |
| Oddworld: New 'n' Tasty!                                                            | 2014                           | Just Add Water                            | Cinematic platform                        | 4       | 5    |        |               |                                                                                       | 25 de abril de 2016                                                                   | [ 178 ] [ 179 ]                                  |
| Oddworld: Stranger's Wrath HD                                                       | 2005 (2011 remaster)           | Just Add Water                            | Action-adventure                          |         | 29   |        |               |                                                                                       | 16 de diciembre de 2016                                                               | [ 180 ]                                          |
| Organ Trail: Complete Edition                                                       | 2010 (2015 port)               | The Men Who Wear Many Hats                | Survival horror                           | 120     | 125  |        |               |                                                                                       | 16 de marzo de 2018                                                                   | [ 181 ] [ 182 ]                                  |
| Outlast                                                                             | 2013                           | Red Barrels                               | Survival horror                           |         |      | 17     |               | Bundle of Terror: 2,000                                                               | 29 de octubre de 2018                                                                 | [ 183 ] [ 184 ] [ 185 ]                          |
| Outlast 2                                                                           | 2017                           | Red Barrels                               | Survival horror                           |         |      | 18     |               | Bundle of Terror: 2,000                                                               | 29 de octubre de 2018                                                                 | [ 183 ] [ 184 ] [ 185 ]                          |
| Oxenfree                                                                            | 2016                           | Night School Studio                       | Adventure                                 | 37      |      | 10     |               |                                                                                       | 27 de enero de 2017 (PS4) 3 de agosto de 2018 (Switch)                                | [ 186 ] [ 187 ]                                  |
| Pang Adventures                                                                     | 2016                           | PastaGames                                | Arcade                                    | 47      |      |        |               |                                                                                       | 31 de marzo de 2017                                                                   | [ 188 ]                                          |
| Papers, Please                                                                      | 2013                           | 3909                                      | Simulation                                |         | TBD  |        |               |                                                                                       | 2020                                                                                  |                                                  |
| Phantom Breaker: Battle Grounds - Overdrive                                         | 2013 (2015 port)               | Mages Inc.                                | Beat 'em up                               | 164     | 165  |        |               |                                                                                       | 10 de agosto de 2018                                                                  | [ 189 ]                                          |
| Pix the Cat                                                                         | 2014                           | Pastagames                                | Puzzle                                    | 278     | 226  |        |               |                                                                                       | 21 de junio de 2019                                                                   | [ 190 ] [ 191 ]                                  |
| Pixel Gear                                                                          | 2017                           | Oasis Games                               | Matamarcianos                             | 134     |      |        |               |                                                                                       | 21 de marzo de 2018                                                                   | [ 192 ]                                          |
| PixelJunk Monsters 2                                                                | 2018                           | Q-Games Ltd.                              | Tower defense                             | 150     |      | 4      | PC            |                                                                                       | 1 de junio de 2018                                                                    | [ 193 ] [ 194 ] [ 195 ]                          |
| Plague Road                                                                         | 2017                           | Arcade Distillery                         | Roguelike, turn-based strategy            | 72      | 71   |        |               |                                                                                       | 28 de julio de 2017                                                                   | [ 196 ] [ 197 ]                                  |
| Power Rangers: Battle for the Grid                                                  | 2019                           | nWay Games                                | Fighting                                  | 276     |      | 38     |               | PS4 Mega Edition: 2,000 Switch Mega Edition: 3,000                                    | November 2019                                                                         | [ 198 ] [ 199 ] [ 200 ] [ 201 ] [ 202 ]          |
| Proteus                                                                             | 2013                           | Twisted Tree Games                        | Exploration                               |         | 219  |        |               | Vita: 2,300                                                                           | 18 de enero de 2019                                                                   | [ 203 ]                                          |
| Race the Sun                                                                        | 2013                           | Flippfly                                  | Endless running game                      | 198     | 199  |        |               |                                                                                       | 23 de noviembre de 2018                                                               | [ 204 ]                                          |
| Rainbow Moon                                                                        | 2012                           | SideQuest Studios                         | Tactical role-playing                     | 16      | 15   |        |               |                                                                                       | 19 de agosto de 2016                                                                  | [ 205 ] [ 206 ]                                  |
| Rain World                                                                          | 2017                           | Videocult                                 | Survival game                             | 203     |      |        |               |                                                                                       | 21 de diciembre de 2018                                                               | [ 207 ]                                          |
| Ray Gigant                                                                          | 2017                           | Experience Inc.                           | Role-playing                              |         | 50   |        |               |                                                                                       | 14 de abril de 2017                                                                   | [ 208 ]                                          |
| realMyst Masterpiece Edition                                                        | 2000 (2014 remake)             | Cyan                                      | Puzzle, Adventure                         |         |      | TBD    |               |                                                                                       | Summer 2019                                                                           |                                                  |
| Red Faction                                                                         | 2011                           | THQ Nordic                                | First-person shooter                      | TBD     |      |        |               |                                                                                       | 12 de julio de 2019                                                                   |                                                  |
| Revenant Dogma                                                                      | 2018                           | Exe Create Inc., Kemco                    | Role-playing                              |         | TBD  |        |               |                                                                                       | Late 2019                                                                             |                                                  |
| Revenant Saga                                                                       | 2016                           | Exe Create Inc.                           | Role-playing                              | 110     | 111  |        |               |                                                                                       | 23 de febrero de 2018                                                                 | [ 209 ] [ 210 ]                                  |
| Risk of Rain                                                                        | 2013                           | Hopoo Games                               | Action, Platform                          | 58      | 57   |        |               |                                                                                       | 26 de mayo de 2017                                                                    | [ 211 ] [ 212 ]                                  |
| Rive                                                                                | 2016                           | Two Tribes                                | Platform                                  | 68      |      |        |               |                                                                                       | 7 de julio de 2017                                                                    | [ 213 ]                                          |
| River City Melee                                                                    | 2017                           | Arc System Works                          | Beat 'em up                               | 103     |      |        |               |                                                                                       | 8 de diciembre de 2017                                                                | [ 214 ]                                          |
| Rock Boshers DX                                                                     | 2012                           | Tikipod                                   | Matamarcianos                             | 99      | 96   |        |               |                                                                                       | 5 de enero de 2018                                                                    | [ 215 ] [ 216 ]                                  |
| Rocketbirds: Hardboiled Chicken                                                     | 2011                           | Ratloop                                   | Action, Platform                          |         | TBD  |        |               |                                                                                       | Late 2019                                                                             |                                                  |
| Rocketbirds 2: Evolution                                                            | 2016                           | Ratloop                                   | Action, Platform                          |         | TBD  |        |               |                                                                                       | Late 2019                                                                             |                                                  |
| Rogue Legacy                                                                        | 2013                           | Cellar Door Games                         | Roguelike, Action, Platform               |         |      | TBD    |               |                                                                                       | 19 de julio de 2019                                                                   |                                                  |
| Runner2                                                                             | 2013                           | Gaijin Games                              | Platform                                  | 44      | 43   |        |               |                                                                                       | 17 de marzo de 2017                                                                   | [ 217 ] [ 218 ]                                  |
| Salt & Sanctuary                                                                    | 2016                           | Ska Studios                               | Action role-playing                       | 166     | 167  |        |               |                                                                                       | 14 de septiembre de 2018                                                              | [ 219 ]                                          |
| Saturday Morning RPG                                                                | 2012                           | Mighty Rabbit Studios                     | Role-playing                              | 2       | 3    | 5      |               |                                                                                       | 2 de enero de 2016 (PS4/Vita) 8 de junio de 2018 (Switch)                             | [ 220 ] [ 221 ] [ 222 ]                          |
| Screencheat                                                                         | 2014                           | Samurai Punk                              | First-person shooter                      | 114     |      |        |               |                                                                                       | 19 de enero de 2018                                                                   | [ 223 ]                                          |
| Senko no Ronde 2                                                                    | 2010                           | G.rev Ltd.                                | Fighting, Shooter                         | 98      |      |        |               |                                                                                       | 13 de abril de 2018                                                                   | [ 224 ]                                          |
| The Secret of Monkey Island                                                         | 1990                           | LucasArts                                 | Point-and-click Adventure                 |         |      |        | PC            |                                                                                       | TBD                                                                                   |                                                  |
| The Secret of Monkey Island: Special Edition                                        | 2009                           | LucasArts                                 | Point-and-click Adventure                 |         |      |        | PC            |                                                                                       | TBD                                                                                   |                                                  |
| Senran Kagura Bon Appetit! - Full Course                                            | 2014 (2016 port)               | Meteorise                                 | Rhythm                                    |         | 163  |        |               |                                                                                       | 24 de agosto de 2018                                                                  | [ 225 ]                                          |
| Shadow Complex Remastered                                                           | 2009 (2015 remastered)         | Chair Entertainment, Epic Games           | Metroidvania                              | 17      |      |        |               |                                                                                       | 19 de agosto de 2016                                                                  | [ 226 ]                                          |
| Shantae: Risky's Revenge - Director's Cut                                           | 2010 (2014 remaster)           | WayForward Technologies                   | Platform, Metroidvania                    | 24      |      |        |               |                                                                                       | 28 de octubre de 2016                                                                 | [ 227 ]                                          |
| Shantae and the Pirate's Curse                                                      | 2014                           | WayForward Technologies                   | Platform, Metroidvania                    | 25      |      | 21     |               |                                                                                       | 28 de octubre de 2016 21 de diciembre de 2018                                         | [ 228 ] [ 229 ]                                  |
| Shenmue III (Collector's edition only)                                              | 2019                           | Ys Net, Deep Silver                       | Action-adventure                          | TBD     |      |        | PC            | PS4: 4,000 PC: 1,000                                                                  | 19 de noviembre de 2019                                                               |                                                  |
| The Silver Case HD Remaster                                                         | 1999 (2016 remaster)           | Grasshopper Manufacture                   | Adventure                                 |         |      |        | PC            |                                                                                       | 12 de octubre de 2016                                                                 |                                                  |
| Siralim                                                                             | 2015                           | Thylacine Studios                         | Role-playing, Roguelike                   | 138     | 137  |        |               |                                                                                       | 4 de mayo de 2018                                                                     | [ 230 ] [ 231 ]                                  |
| Siralim 2                                                                           | 2016                           | Thylacine Studios                         | Turn-based role-playing                   | 192     | 191  |        |               |                                                                                       | 2 de noviembre de 2018                                                                | [ 232 ]                                          |
| Skullgirls 2nd Encore                                                               | 2012                           | Reverge Labs                              | Fighting                                  | 97      | 100  |        |               |                                                                                       | 31 de octubre de 2016                                                                 | [ 233 ] [ 234 ]                                  |
| Sky Force Anniversary                                                               | 2004 (2014 remaster)           | Infinite Dreams Inc.                      | Matamarcianos                             | 116     | 115  |        |               |                                                                                       | 26 de enero de 2018                                                                   | [ 235 ] [ 236 ]                                  |
| Slime-san: Superslime Edition                                                       | 2017 (2018 port)               | Fabraz                                    | Action, Platform                          |         |      | 6      |               |                                                                                       | 22 de junio de 2018                                                                   | [ 237 ]                                          |
| Söldner-X 2: Final Prototype                                                        | 2010                           | SideQuest Studios                         | Matamarcianos                             |         | 13   |        |               |                                                                                       | 29 de julio de 2016                                                                   | [ 238 ]                                          |
| Splasher                                                                            | 2017                           | Splashteam                                | Platform                                  | 152     |      |        |               |                                                                                       | 8 de junio de 2018                                                                    | [ 239 ]                                          |
| Star Wars                                                                           | 1991                           | JVC, Capcom, LucasArts                    | Action, Platform                          |         |      |        | NES Game Boy  | NES: 3,000 NES Premium Edition: 2,000 Game Boy: 3,000 Game Boy Premium Edition: 2,000 | 28 de junio de 2019                                                                   | [ 240 ] [ 241 ] [ 242 ] [ 243 ]                  |
| Star Wars: Bounty Hunter                                                            | 2002                           | LucasArts                                 | Action                                    | 273     |      |        |               | PS4: 7,500 PS4 Premium Edition: 3,000                                                 | 28 de junio de 2019                                                                   | [ 244 ] [ 245 ]                                  |
| Star Wars: Dark Forces                                                              | 1995                           | LucasArts                                 | Action, First-person shooter              |         |      |        | PC            |                                                                                       | TBD                                                                                   |                                                  |
| Star Wars Episode I: Racer                                                          | 1999                           | LucasArts                                 | Racing                                    |         |      |        | PC, N64       |                                                                                       | TBD                                                                                   |                                                  |
| Star Wars: The Empire Strikes Back                                                  | 1992                           | LucasArts, Acclaim Studios Salt Lake City | Action platformer                         |         |      |        | NES, Game Boy |                                                                                       | TBD                                                                                   |                                                  |
| Star Wars Jedi Knight: Dark Forces II                                               | 1997                           | LucasArts                                 | Action, First-person shooter              |         |      |        | PC            |                                                                                       | TBD                                                                                   |                                                  |
| Star Wars Jedi Knight II: Jedi Outcast                                              | 2002                           | LucasArts, Raven Software                 | Action                                    |         |      |        | PC            |                                                                                       | TBD                                                                                   |                                                  |
| Star Wars Jedi Knight: Jedi Academy                                                 | 2003                           | LucasArts, Raven Software                 | Action                                    |         |      |        | PC            |                                                                                       | TBD                                                                                   |                                                  |
| Star Wars Racer Revenge                                                             | 2002                           | LucasArts, THQ Nordic                     | Racing                                    | TBD     |      |        |               |                                                                                       | TBD                                                                                   |                                                  |
| Star Wars: Rebel Assault                                                            | 1993                           | LucasArts                                 | Interactive movie, Rail Shooter           |         |      |        | PC            |                                                                                       | TBD                                                                                   |                                                  |
| Star Wars: Shadows of the Empire                                                    | 1996                           | LucasArts                                 | Action                                    |         |      |        | PC, N64       |                                                                                       | TBD                                                                                   |                                                  |
| Star Wars: TIE Fighter                                                              | 1994                           | LucasArts, Totally Games                  | Space simulator, Shooting                 |         |      |        | PC            |                                                                                       | TBD                                                                                   |                                                  |
| Star Wars: X-Wing                                                                   | 1993                           | LucasArts                                 | Space simulator, Shooting                 |         |      |        | PC            |                                                                                       | TBD                                                                                   |                                                  |
| Stealth Inc: A Clone in the Dark - Ultimate Edition                                 | 2011 (2014 port)               | Curve Studios                             | Stealth                                   | 26      | 27   |        |               |                                                                                       | 25 de noviembre de 2016                                                               | [ 246 ] [ 247 ]                                  |
| SteamWorld Dig                                                                      | 2013                           | Image & Form                              | Action-adventure                          |         | 94   |        |               |                                                                                       | 15 de diciembre de 2017                                                               | [ 248 ]                                          |
| SteamWorld Heist                                                                    | 2015                           | Image & Form                              | Action-adventure                          |         | 95   |        |               |                                                                                       | 15 de diciembre de 2017                                                               | [ 248 ]                                          |
| Sundered                                                                            | 2017                           | Thunder Lotus Games                       | Metroidvania                              | 208     |      |        |               |                                                                                       | 4 de enero de 2019                                                                    | [ 249 ]                                          |
| Super GunWorld 2                                                                    | 2016                           | M07 Games                                 | Platform                                  | 106     |      |        |               |                                                                                       | 24 de noviembre de 2017                                                               | [ 250 ]                                          |
| Super Hydorah                                                                       | 2017                           | Locomalito                                | Matamarcianos                             | 129     | 149  |        |               |                                                                                       | 9 de marzo de 2018 8 de junio de 2018                                                 | [ 251 ] [ 252 ]                                  |
| Super Meat Boy                                                                      | 2010                           | Team Meat                                 | Platform                                  |         | TBD  | 28     |               |                                                                                       | 10 de enero de 2019 (Switch) Late 2019 (Vita)                                         | [ 253 ]                                          |
| Super Mutant Alien Assault                                                          | 2016                           | Fellow Traveller, Cybernate               | Action, Platform, Roguelike               | 214     | TBD  |        |               |                                                                                       | January 2019 (PS4) 5 de julio de 2019 (Vita)                                          |                                                  |
| The Swapper                                                                         | 2013                           | Facepalm Games                            | Puzzle-platform                           | 39      | 38   |        |               |                                                                                       | 3 de febrero de 2017                                                                  | [ 255 ] [ 256 ]                                  |
| The Swindle                                                                         | 2015                           | Size Five Games                           | Stealth game                              | 40      | 41   |        |               |                                                                                       | 17 de febrero de 2017                                                                 | [ 257 ] [ 258 ]                                  |
| Tharsis                                                                             | 2016                           | Choice Provisions                         | Strategy                                  | TBD     |      |        |               |                                                                                       | TBD                                                                                   |                                                  |
| Thomas Was Alone                                                                    | 2012                           | Mike Bithell                              | Puzzle, Platform                          | 22      | 23   |        |               |                                                                                       | 30 de septiembre de 2016                                                              | [ 259 ] [ 260 ]                                  |
| Thimbleweed Park                                                                    | 2017                           | Terrible Toybox                           | Adventure                                 | 131     |      | 1      |               | PS4: 3,500 PS4 Big Box: 2,500 Switch: 14,000 Switch Big Box: 3,000                    | 30 de marzo de 2018                                                                   | [ 261 ]                                          |
| Thumper                                                                             | 2016                           | Drool                                     | Rhythm game                               | 172     |      | 9      |               |                                                                                       | 20 de julio de 2018                                                                   | [ 262 ] [ 263 ]                                  |
| ToeJam & Earl: Back in the Groove                                                   | 2019                           | HumaNature Studios                        | Action, Platform                          |         |      | 29     |               | Switch CE: 2,500                                                                      | 15 de febrero de 2019                                                                 | [ 264 ] [ 265 ]                                  |
| Toto Temple Deluxe                                                                  | 2015                           | Juicy Beast                               | Action                                    | 148     |      |        |               |                                                                                       | 18 de mayo de 2018                                                                    | [ 266 ]                                          |
| Transistor                                                                          | 2014                           | Supergiant Games                          | Action role-playing, Strategy             | TBD     |      | TBD    |               |                                                                                       | July 5th, 2019                                                                        |                                                  |
| Turok: Dinosaur Hunter                                                              | 1997 (2015 remaster)           | Nightdive Studios                         | Action                                    |         |      | TBD    |               |                                                                                       | Summer 2019                                                                           |                                                  |
| Turok 2: Seeds of Evil                                                              | 1998 (2017 remaster)           | Nightdive Studios                         | Action                                    |         |      | TBD    |               |                                                                                       | Summer 2019                                                                           |                                                  |
| Typoman                                                                             | 2016                           | Brainseed Factory                         | Puzzle, Platform                          | 135     |      |        |               |                                                                                       | 13 de abril de 2018                                                                   | [ 267 ]                                          |
| VA-11 HALL-A                                                                        | 2016                           | Sukeban Games                             | Visual novel                              |         | 160  |        |               |                                                                                       | 29 de junio de 2018                                                                   | [ 268 ]                                          |
| Volume                                                                              | 2015                           | Mike Bithell                              | Stealth                                   | 140     | 28   |        |               |                                                                                       | 11 de noviembre de 2016 (Vita) 4 de mayo de 2018 (PS4)                                | [ 269 ] [ 270 ]                                  |
| West of Loathing                                                                    | 2017                           | Asymmetric Publications                   | Role-playing                              |         |      | 11     |               |                                                                                       | 17 de agosto de 2018                                                                  | [ 271 ]                                          |
| Windjammers                                                                         | 1994 (2017 port)               | DotEmu                                    | Sports game                               | 92      | 91   | 22     |               |                                                                                       | 1 de diciembre de 2017 (PS4/VIta) 4 de enero de 2019 (Switch)                         | [ 272 ] [ 273 ]                                  |
| Wonder Boy: The Dragon's Trap                                                       | 1989 (2017 remake)             | Lizardcube                                | Action, Platform                          | 73      |      |        |               |                                                                                       | 4 de agosto de 2017                                                                   | [ 274 ]                                          |
| Xenon Valkyrie+                                                                     | 2017                           | Diabolical Mind                           | Roguelike                                 | 156     | 157  |        |               |                                                                                       | 29 de junio de 2018                                                                   | [ 275 ] [ 276 ]                                  |
| Xeodrifter                                                                          | 2014                           | Renegade Kid                              | Metroidvania                              | 8       | 9    |        |               |                                                                                       | 4 de julio de 2016                                                                    | [ 277 ] [ 278 ]                                  |
| Yesterday Origins                                                                   | 2016                           | Pendulo Studios                           | Adventure                                 | 107     |      |        |               |                                                                                       | 5 de enero de 2018                                                                    | [ 279 ]                                          |
| YIIK: A Postmodern RPG                                                              | 2019                           | Ackk Studios                              | Role-playing                              | TBD     |      | TBD    |               |                                                                                       | TBD                                                                                   |                                                  |
| Yooka-Laylee                                                                        | 2017                           | Playtonic Games                           | Action, Platform                          |         |      | 13     |               |                                                                                       | 7 de septiembre de 2018                                                               | [ 280 ] [ 281 ]                                  |
| Ys Origin                                                                           | 2006 (2017 port)               | DotEmu                                    | Action role-playing                       | 82      | 81   |        |               |                                                                                       | 25 de agosto de 2017                                                                  | [ 282 ] [ 283 ]                                  |